# Église Saint-Pierre-ès-Liens de Gigouzac
L'église Saint-Pierre-ès-Liens est une église catholique située à Gigouzac, dans le département français du Lot, en France.

## Historique
L'église est connue depuis 1153. Elle a d'abord été la chapelle du château des Stephani.
La tour et une partie de la nef datent du XIIe siècle. La chapelle latérale est aussi ancienne que l'église est servait de chapellenie où on disait les messes et les services commandés par les Stephani.
La paroisse aurait été donnée au monastère du Vigan par Raymond Stephani de Valon. Ce dernier, seigneur de Gigouzac, a rendu hommage du roi de France en 1259.
Les Stephani de Valon ont fondé une chapellenie dans l'église paroissiale au début du XIVe siècle. En 1348, Bernard Stephani a réorganisé toutes les chapellenies, enrichi la fondation et augmenté le nombre de chapelains.
L'église a été agrandie à début du XIVe siècle en ajoutant une travée à la chapelle latérale et le chœur actuel. Une porte est percée à la base de la tour.
Pendant la guerre de Cent Ans, Gigouzac dû subir les destructions. En 1360, Gigouzac a connu son premier siège par les Anglais et fut rançonné. En 1369, Gigouzac est encore assiégé par les Anglais et Pierre Stéphani meurt dans la défense. Le Quercy passe sous domination anglaise en 1371. Le bourg est délivré en 1380 contre une rançon et doit payer une contribution annuelle aux Anglais. Les habitants en furent ruinés et ne purent plus payer cette contribution. Le traité du 28 juin 1390 libéra le Quercy des Anglais mais les seigneurs sont restés sur la défensive. Jean Stéphani, évêque de Toulon, seigneur de Gigouzac, meurt en décembre 1394. Ses possessions sont passés à Raymond de Valon, son plus proche parent. Fin 1406, nouveau siège de Gigouzac par les Anglais qui pillent le village. En 1408, Jean de Valon, fils de Raymond échangea Gigouzac avec Bernard de Valon qui posséda alors toute la seigneurie. Nouveau siège en 1415 et nouvelles destructions. Bernard et Guillaume de Valon sont tués. Le dernier fils de Bernard est tué au cours des combats avant 1440. Les Anglais quittèrent le Quercy en 1443. Le pays est complètement ruiné. Le nouveau seigneur de Gigouzac, Jacques de Valon n'est plus en mesure de fournir les rentes pour les chapelains. La chapellenie est fusionnée avec le collège des prêtres obituraires en 1450. Jacques de Valon meurt vers 1480. Son fils Pierre de Valon est complètement ruiné et une partie de ses biens doit être mise aux enchères en 1502. Le dernier successeur, Jacques de Valon est mort en 1567 et a été enterré dans l'église de Gigouzac. Ses biens passèrent en 1568 à sa mère, Isabeau du Bousquet qui avait épousé Guy de Valon, et qui mourut en 1612. Elle fit de Pierre du Bousquet son héritier universel. Son petit-fils, François du Bousquet vendit définitivement la seigneurie à Pierre de Filhol en 1670. Mort sans héritier en 1677, il fit de sa sœur son héritière. La seigneurie passa par mariage à la famille d'Arnis jusqu'en 1750. À cette date, elle est passée par mariage à Antoine Vidal de Lapize, seigneur de La Pannonie.
La région a été peu touchée par les guerres de Religion.
L'église a dû être restaurée après la fin de la guerre de Cent Ans par Jacques de Valon qui refit la voûte du chœur.
Un bas-côté est ajouté au nord de la nef primitive au XVIIe siècle. Un étage formant clocher est alors ajouté à la tour.
Au XIXe siècle la nef est couverte par de fausses voûtes d'arêtes.
L'édifice est inscrit au titre des monuments historiques le 14 juin 1972.

## Mobilier
L'église abrite un retable en noyer du XVIIe siècle attribué aux ateliers de la famille Tournié.